# 羅布約翰 (阿拉巴馬州)
羅布約翰（英語：Robjohn）是一個位於美國阿拉巴馬州喬克托縣的非建制地區。該地的面積和人口皆未知。

## 地理
羅布約翰的座標為32°12′51″N 88°07′38″W / 32.21416°N 88.12722°W，而該地最高點為海拔高度30米（即98英尺）。